# Mulseryds socken
Mulseryds socken i Småland ingick i Mo härad, ingår sedan 1971 i Jönköpings kommun i Jönköpings län och motsvarar från 2016 Mulseryds distrikt.
Socknens areal är 115,21 kvadratkilometer, varav land 112,98. År 2000 fanns här 483 invånare. Småorten Ryd samt kyrkbyn Mulseryd med sockenkyrkan Mulseryds kyrka ligger i socknen. 

## Administrativ historik
Mulseryds socken har medeltida ursprung. Jära socken uppgick i denna socken omkring 1550.
Vid kommunreformen 1862 övergick socknens ansvar för de kyrkliga frågorna till Mulseryds församling och för de borgerliga frågorna till Mulseryds landskommun.  Landskommunen inkorporerades 1952 i Norra Mo landskommun och 1971 uppgick detta område i Jönköpings kommun.  Församlingen uppgick 2002 i Norra Mo församling.
1 januari 2016 inrättades distriktet Mulseryd, med samma omfattning som församlingen hade 1999/2000.  
Socknen har tillhört samma fögderier och domsagor som Mo härad. De indelta soldaterna tillhörde Jönköpings regemente, Mo härads kompani och Smålands grenadjärkår, Jönköpings kompani.

## Geografi
Mulseryds socken ligger sydväst om Jönköping, kring övre Nissan i en djup dalgång och har Komosse i väster. Socknen är en delvis kuperad mossrik iskogbygd med höjder i väster vid Komosse som når 347 meter över havet.

## Fornlämningar
Känt från socknen är en hällkista från stenåldern, några gravrösen från bronsåldern och stensättningar och domarringar från äldre järnåldern.

## Namnet
Namnet (1530 Multzerid) kommer från en gård. Förleden är troligen Muldsio, det gamla namnet på Mulserydssjön som gården ligger invid. Efterleden är ryd, 'röjning'.

### Fotnoter
1. 1 2  Svensk Uppslagsbok andra upplagan 1947–1955: Mulseryd socken
2. 1 2  Harlén, Hans; Harlén Eivy (2003). Sverige från A till Ö: geografisk-historisk uppslagsbok. Stockholm: Kommentus. Libris 9337075. ISBN 91-7345-139-8
3. ↑  ”Församlingar”. Statistiska centralbyrån. https://www.scb.se/hitta-statistik/regional-statistik-och-kartor/regionala-indelningar/forsamlingar/. Läst 30 december 2022.
4. ↑  Administrativ historik för Mulseryd socken (Klicka på församlingsposten). Källa: Nationella arkivdatabasen, Riksarkivet.
5. ↑  Indelta soldater, torp och rotar i Jönköpings län Arkiverad 24 januari 2012 hämtat från the Wayback Machine. Jönköpingsbygdens Genealogiska Förening
6. 1 2  Sjögren, Otto (1931). Sverige geografisk beskrivning del 2 Östergötlands, Jönköpings, Kronobergs, Kalmar och Gotlands län. Stockholm: Wahlström & Widstrand. Libris 9939
7. 1 2  Nationalencyklopedin
8. ↑  Fornlämningar, Statens historiska museum: Mulseryds socken
9. ↑  Fornminnesregistret, Riksantikvarieämbetet: Mulseryds socken Fornminnen i socknen erhålls på kartan genom att skriva in sockennamn (utan "socken") i "Ange geografiskt område"
10. ↑  Mats Wahlberg, red (2003). Svenskt ortnamnslexikon. Uppsala: Institutet för språk och folkminnen. Libris 8998039. ISBN 91-7229-020-X. https://isof.diva-portal.org/smash/get/diva2:1175717/FULLTEXT02.pdf